# جانی فلین
جانی فلین (انگلیسی: Jonny Flynn؛ زادهٔ ۶ فوریهٔ ۱۹۸۹) بازیکن بسکتبال اهل ایالات متحده آمریکا است.
از باشگاه‌هایی که در آن بازی کرده‌است می‌توان به هیوستون راکتس، پورتلند تریل بلیزرز، و مینه‌سوتا تیمبرولوز اشاره کرد.
وی در مسابقات کشوری و بین‌المللی در مجموع برندهٔ ۱ مدال طلا، ۱ مدال نقره شده‌است.